# Мері Саймон
Мері Джінні Мей Саймон (англ. Mary Jeannie May Simon; нар. 21 серпня 1947, Канджиксуалуджуак, Квебек) — канадська радіожурналістка, дипломат, політичний і державний діяч. Чинний 30-й генерал-губернатор Канади з 26 липня 2021 року, перша представниця корінних народів країни на цій посаді. У минулому — посол у Данії (1999—2002). Офіцер національного ордену Квебеку (1992), офіцер ордену Канади (2005).

## Біографія
Народилася 21 серпня 1947 року в інуїтському «північному селі» Канджиксуалуджуак в районі Нунавік провінції Квебек. Батько — Боб Мей (Bob May), менеджер торгової компанії Гудзонова затоки, мати — Ненсі. У сім'ї вісім дітей, Мері є другою за старшинством. По батьківській лінії має англійське коріння, по материнській — інуїти. Закінчила шість класів федеральної школи. Сім'я Мей вела традиційний для інуїтів спосіб життя, включаючи натуральне господарство, лов риби та полювання.
У 1970-х працювала в CBC North, службі Канадської телерадіомовної корпорації у Північній Канаді.
З кінця 1970-х років працювала в некомерційній організації Асоціація інуїтів Північного Квебеку (з 1978 року — Makivik Corporation), яка захищає права інуїтів Квебеку, у 1978—1982 роках — віце-президент, до 1985 року — президент. У 1980—1983 роках — член керівництва некомерційної організації «Циркумполярна рада інуїтів» (ICC), з 1986 по 1992 рік — президент.
Брала участь у переговорах щодо Шарлоттаунської угоди.
У 1993 році Саймон брала участь у роботі урядової комісії з створення нової території Нунавут. У 1993 призначена співголовою Королівської комісії Канади у справах корінних народів.
З 1994 до 2004 року була спецпредставником Канади з циркумполярних питань. Вела переговори щодо створення Арктичної ради (заснований у 1996 році), очолювала делегації Канади на засіданнях цієї організації, а також відповідала за питання Арктики та зміцнення зв'язків між народами регіону у Міністерстві міжнародних справ Канади. У 1999—2002 роках працювала послом у Данії, у 1997—2002 роках — член громадської ради канадської Комісії зі співробітництва у галузі навколишнього середовища в рамках Північноамериканської угоди про вільну торгівлю (НАФТА).
У 1995—1999 роках і 2002—2003 роках була канцлером Університету Трента в Пітерборо в провінції Онтаріо.
У 2006—2012 роках — президент некомерційної організації Inuit Tapiriit Kanatami, що відстоює інтереси інуїтів Канади.
6 липня 2021 призначена генерал-губернатором Канади. Вступила на посаду 26 липня.